# 2442 Corbett
2442 Corbett (1980 TO) là một tiểu hành tinh vành đai chính được phát hiện ngày 3 tháng 10 năm 1980 bởi Vavrova, Z. ở Klet.